# Илија Ардунис
Преподобномученик Илија Ардунис († 1686) је православни светитељ из Мореје. 
Православна црква прославља преподобног Илију 31. јануара.
Рођен је у Каламати у Мореји. Васпитаван је као хришћанин. По занимању је био берберин. Био је веома цењен, али се једном приликом одрекао вере у Христа и примио ислам. Убрзо се покајао и, желећи да искупи свој грех, повукао се на свету гору Атос, где се замонашио. Непрестано мучен свешћу о свом греху, након осам година у манастиру, донео је чврсту одлуку да тај грех искупи. Са благословом свог исповедника, вратио се у Капамату и пред гомилом Турака јавно је исповедио хришћанство,иако је претходно примио ислам, што је у Османском царству било најстроже забрањено. Одмах су га ухапсили, претукли и предали судији, који га је осудио на смрт спаљивањем. Он је запаљен, али тело мученика је остало неповређено. Тамошњи хришћани су његово тело сахранили у манастиру Вурканов.
Свети преподобномученик Илија је мученички пострадао 1686. године.